# Sainte-Engrâce

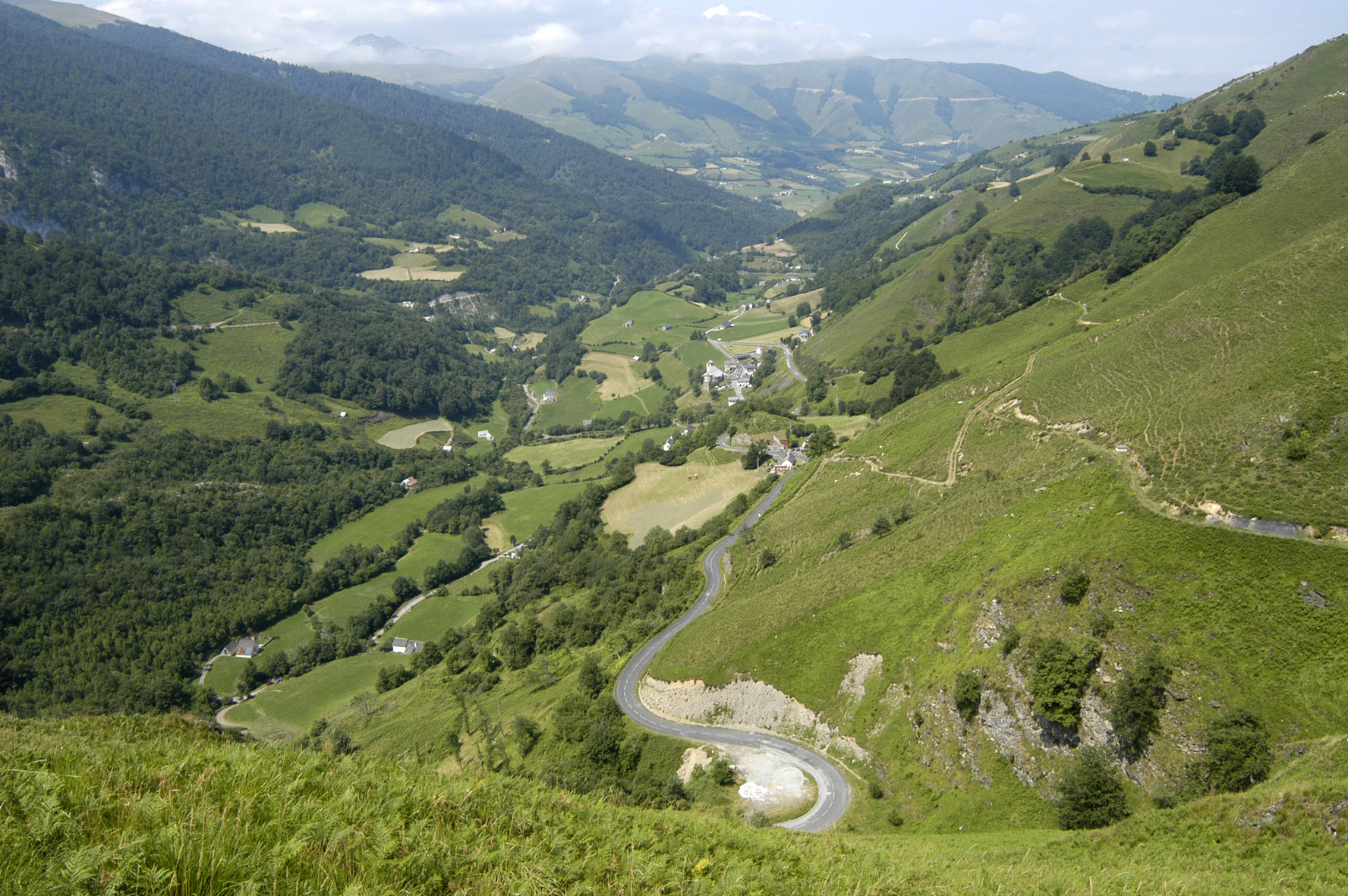
Tal von Sainte Engrâce

Sainte-Engrâce (baskisch Santa Grazi oder auch Urdatx) ist eine französische Gemeinde mit 172 Einwohnern (Stand 1. Januar 2022) im Département Pyrénées-Atlantiques im baskischen Teil der Region Nouvelle-Aquitaine (vor 2016: Aquitanien). Der Ort und seine Kirche tragen den Namen der hl. Engratia von Saragossa.

## Lage
Das Bergdorf Sainte-Engrâce liegt in ca. 620 m Höhe im Tal des Flüsschens Gave de Sainte-Engrâce (im Oberlauf Uhaytza genannt), etwa 16 km (Fahrtstrecke) in südlicher Richtung von der Kantonshauptstadt Tardets-Sorholus entfernt; der Hauptort der ehemaligen Provinz Soule – Mauléon-Licharre – liegt etwa 29 km nördlich. Das Wetter ist gemäßigt, Regen (ca. 985 mm/Jahr) fällt übers Jahr verteilt.

## Bevölkerungsentwicklung
| Jahr      | 1800 | 1851 | 1901 | 1954 | 1999 | 2015 |
| Einwohner | 1258 | 1337 | 902  | 589  | 250  | 198  |

Der deutliche Bevölkerungsrückgang im 20. Jahrhundert ist im Wesentlichen auf die Mechanisierung der Landwirtschaft und den damit zusammenhängenden Verlust von Arbeitsmöglichkeiten zurückzuführen.

## Wirtschaft
Das Bergdorf ist immer noch in hohem Maße landwirtschaftlich orientiert, wobei die Weidewirtschaft (Rinder und Schafe) eindeutig dominiert; Feldwirtschaft ist im Gebirge nicht möglich. Die baskische Käsesorte Ossau-Iraty, ein Schnittkäse aus Schafsmilch, wird hier hergestellt. Seit dem Ende des 20. Jahrhunderts spielen der Familien- und Wandertourismus (im Sommer) sowie der Skitourismus (im Winter) eine wichtige Rolle im Leben der kleinen Gemeinde. Außerdem gibt es in näheren Umgebung zwei Talsperren.

## Sehenswürdigkeiten

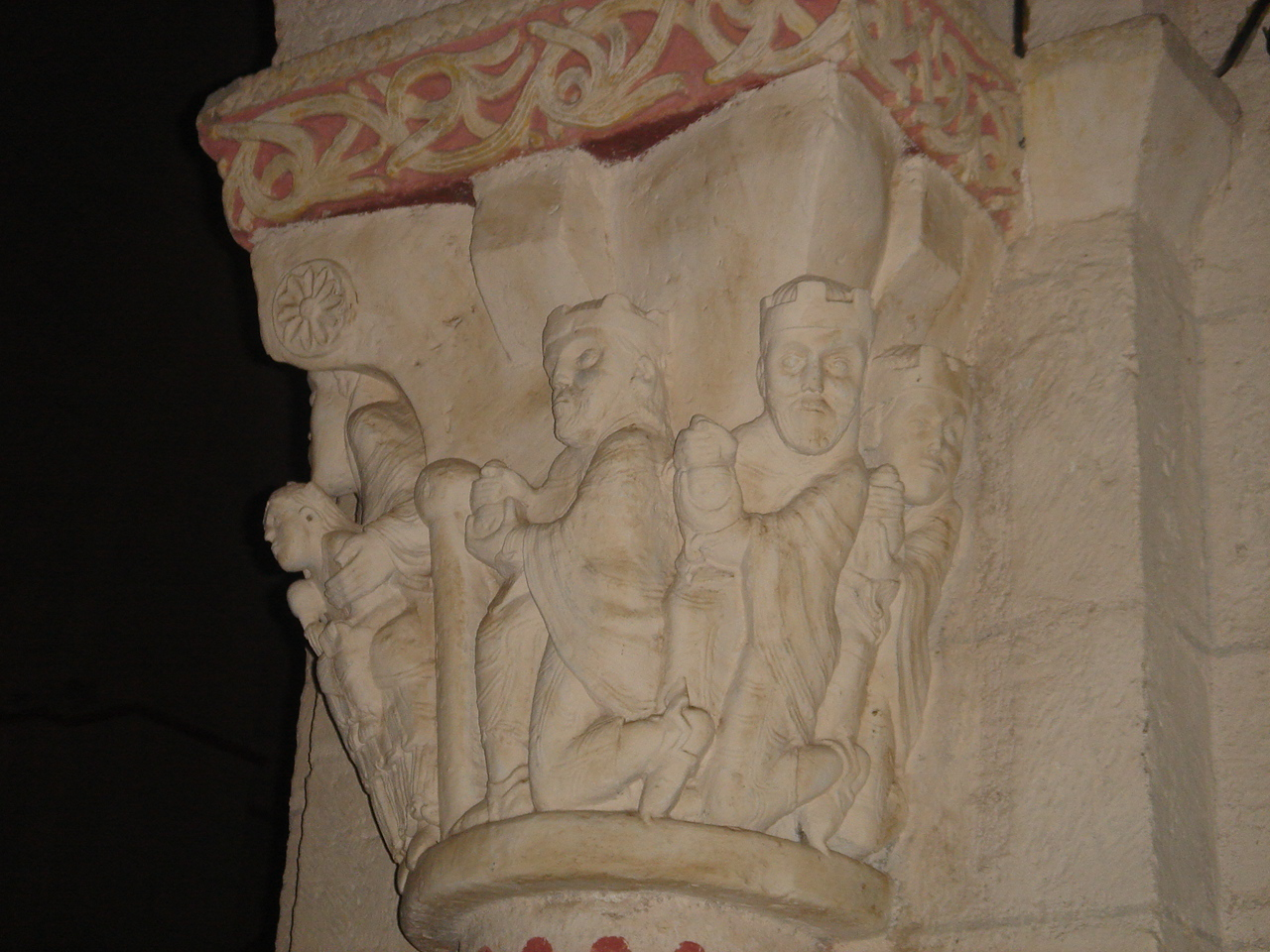
Kapitell – Anbetung der Hll. Drei Könige

- Die dreischiffige romanische Église Ste-Engrâce wurde im Jahr 1085 von Mönchen des Klosters San Salvador de Leyre gegründet – angeblich an einer Stelle, an der Diebe eine Armreliquie der hl. Engratia im Stamm einer Eiche versteckt hatten, welche täglich von einem Stier aufgesucht wurde, der vor ihr niederkniete. Die Reliquie verschwand im Jahre 1569 während der Hugenottenkriege. Gleich neben der Kirche wurde ein Hospital zur Versorgung der Jakobspilger eingerichtet, die auf dem Weg von Oloron-Sainte-Marie nach Saint-Jean-Pied-de-Port hier vorbeikamen. Der kleine Bau hat nur drei Langhausjoche sowie eine große Mittelapsis. Der eigentliche Schatz der Kirche sind zwölf figürliche Kapitelle, wie sie ansonsten im Baskenland selten sind. Bereits im Jahr 1841 wurde die Kirche deshalb zum Monument historique erklärt. Auf dem Friedhof finden sich noch einige baskische Grabsteine (hilarris).
- Die Gorges de Kakuetta ist eine tief eingeschnittene Schlucht, die für den Wandertourismus erschlossen ist.
- Die Grotte de La Verna hat die weltweit größte Halle innerhalb einer Schauhöhle.

## Sonstiges
Der im Jahre 2008 veröffentlichte Roman Xan de l’Ours, la légende de l’homme sauvage von Marc Lange spielt im Jahr 1780 in Sainte-Engrâce und seiner Umgebung.